# Javier Smith
Javier Smith (21 febbraio 1987) è un calciatore anglo-verginiano, di ruolo difensore.

## Carriera

### Club
Ha iniziato la carriera nel Ballstars nel 2011.

### Nazionale
Ha esordito in Nazionale nel 2010.